# Moorella thermoacetica
Moorella thermoacetica è una specie di batterio appartenente alla famiglia delle Thermoanaerobacteriaceae.